# Annukka Mallat
Annukka Mallat, née le 19 mai 1974 à Lahti, est une biathlète finlandaise des années 1990.

## Biographie
Mallat découvre la Coupe du monde en 1993 à Kontiolahti en Finlande, avant de faire son retour deux ans plus tard. Elle marque ses premiers points en 1995-1996 à Östersund (11e) et y obtient son premier top dix à Brezno (9e). En 1997, elle signe parmi ses meilleurs résultats avec une cinquième place à Nagano sur l'individuel et une quinzième place au sprint des Championnats du monde.
Elle monte sur son premier et seul podium en Coupe du monde en 1999 dans un relais avec Katja Holanti, Outi Kettunen et Eija Salonen.
Elle met un terme à sa carrière sportive en 2000, où elle remporte un titre de championne de Finlande.

## Palmarès

### Championnats du monde
| Épreuve / Édition              | individuel | Sprint | Poursuite                        | Départ en masse                  | Relais | Course par équipes               |
| Mondiaux 1996 Ruhpolding       | 49e        | 25e    | Épreuve inexistante à cette date | Épreuve inexistante à cette date | 8e     | 8e                               |
| Mondiaux 1997 Osrblie          | 25e        | 15e    | 18e                              | Épreuve inexistante à cette date | 10e    | -                                |
| Mondiaux 1999 Kontiolahti Oslo | 21e        | -      | -                                | -                                | 6e     | Épreuve inexistante à cette date |
| Mondiaux 2000 Pokljuka         | 36e        | 28e    | 22e                              | -                                | 7e     | Épreuve inexistante à cette date |

Légende :

 : épreuve inexistante à cette date

— : pas de participation à cette épreuve

### Coupe du monde
- Meilleur classement général : 28e en 1996 et 1997.
- 1 podium en relais : 1 troisième place.
- Meilleur résultat individuel : 5e.

#### Classements annuels
| Année | Classement général final |
| 1996  | 28e                      |
| 1997  | 28e                      |
| 1999  | 38e                      |
| 2000  | 58e                      |

### Championnats d'Europe
- Médaille de bronze en relais en 1996.